# All Areas – Worldwide
| Оценки критиков | Оценки критиков |
| Источник        | Оценка          |
| --------------- | --------------- |
| Allmusic        | [ 1 ]           |
| Allmusic        | [ 2 ]           |

All Areas – Worldwide — третий официальный, двойной, концертный альбом группы Accept, вышедший в 1997 году, диск содержит записи концертных выступлений группы в различное время.
Также 17 ноября 1997 года было выпущено укороченное издание альбома, продолжительностью 77:19, без 3,7,8,10,15-17 треков.
В 1998 году альбом переиздан в США и Японии под названием The Final Chapter

## Список композиций
Диск 1
1. «Starlight» (5:23)
2. «London Leatherboys» (4:42)
3. «I Don’t Wanna Be Like You»
4. «Breaker» (4:49)
5. «Slaves to Metal» (5:14)
6. «Princess of the Dawn» (10:43)
7. «Restless and Wild»
8. «Son of a Bitch»
9. «This One’s for You» (4:08)
10. «Bulletproof»

Диск 2
1. "Too High to Get it Right (5:42)
2. «Metal Heart» (6:19)
3. «Fast as a Shark» (3:49)
4. «Balls to the Wall» (11:04)
5. «What Else»
6. «Sodom and Gomorra»
7. «The Beast Inside»
8. «Bad Habits Die Hard» (4:53)
9. «Stone Evil» (4:33)
10. «Death Row» (6:00)

## Некоторые релизы
- All Areas — Wordwide (Great Unlimited Noises, GUN 150), CD, Германия 1997
- All Areas — Wordwide (Great Unlimited Noises, 74321 53645-2), 2CD, Германия, 1997
- The Final Chapter (CMC International, 06076-86232-2), 2CD, США, 1998
- The Final Chapter (JVC Victor, 60190), 2CD, Япония, 1998

## Участники записи
- Удо Диркшнайдер — вокал
- Вольф Хоффман, — гитара
- Петер Балтес — бас-гитара
- Штефан Кауфманн — ударные
- Штефан Шварцманн — ударные последние 6 треков